# Севастьяново (Челябинская область)
Севастьяново — село в Красноармейском районе Челябинской области России. Входит в состав Берёзовского сельского поселения.

## География
Село находится на северо-востоке Челябинской области, в лесостепной зоне, к востоку от озера Курлады, на расстоянии 22 километров (по прямой) к юго-западу от села Миасского, административного центра района. Абсолютная высота 185 метров над уровнем моря.

## Население
| 2002 | 2010 |
| ---- | ---- |
| 89   | ↘73  |

Гендерный состав
По данным Всероссийской переписи населения 2010 года в гендерной структуре населения мужчины составляли 39,7 %, женщины — 60,3 %.
Национальный состав
Согласно результатам переписи 2002 года, в национальной структуре населения русские составляли 90 %.

## Улицы
Уличная сеть села состоит из четырёх улиц и одного переулка.